# 潘帕斯基科區
潘帕斯基科區（西班牙語：Distrito de Pampas Chico），是秘魯的一個區，位於該國北部安卡什大區的雷奈伊省，始建於1941年10月31日，面積100.51平方公里，海拔高度3,505米，2005年人口1,074，人口密度為每平方公里11人。